# Erebia bernensis
Erebia bernensis är en fjärilsart som beskrevs av Meyer-dür 1852. Erebia bernensis ingår i släktet Erebia och familjen praktfjärilar. Inga underarter finns listade i Catalogue of Life.